# Naleung
Naleung is een bestuurslaag in het regentschap Aceh Timur van de provincie Atjeh, Indonesië. Naleung telt 876 inwoners (volkstelling 2010).